# Yuichi Shoda
Yuichi Shoda (正田佑一 Shōda Yūichi?) es un psicólogo nacido en Japón, que ha contribuido al desarrollo de la teoría cognitivo-afectiva de la personalidad.

## Vida y carrera
Shoda nació y se crio en Japón. Estudió física en la Universidad de Hokkaido en Sapporo. Después de asistir a la Universidad de California, Santa Cruz, comenzó estudios de posgrado en psicología en la Universidad de Stanford, y terminó en la Universidad de Columbia. Se incorporó a la Universidad de Washington en 1996.
En 1996 fue coautor con Walter Mischel de un artículo que presenta la "teoría cognitivo-afectiva del sistema de la personalidad".

## Premios
Shoda fue galardonado con el premio Golden Goose Award en 2015 y obtuvo un premio de disertación del Society of Experimental Social Psychology.

## Obras seleccionadas
- Yuichi Shoda, Daniel Cervone, Geraldine Downey (Hrsg.): Persons in context: building a science of the individual. New York, Guilford Press, 2007, ISBN 9781593855673.
- Daniel Cervone, Yuichi Shoda (Hrsg.): The coherence of personality: Social-cognitive bases of personality consistency, variability, and organization. New York: Guilford, 1999.
- Yuichi Shoda, Walter Mischel: Reconciling contextualism with the core assumptions of personality psychology. In: European Journal of Personality 14, 2000, S. 407-428.
- Yuichi Shoda, Walter Mischel: Cognitive social approach to dispositional inferences: What if the perceiver is a cognitive-social theorist? In: Personality and Social Psychology Bulletin 19, 1993, S. 574-585.
- Yuichi Shoda, Walter Mischel, Jack C. Wright: Links between personality judgments and contextualized behavior patterns: Situation-behavior profiles of personality prototypes. In: Social Cognition 4, 1993, S. 399-429.